# Cathy Berberian

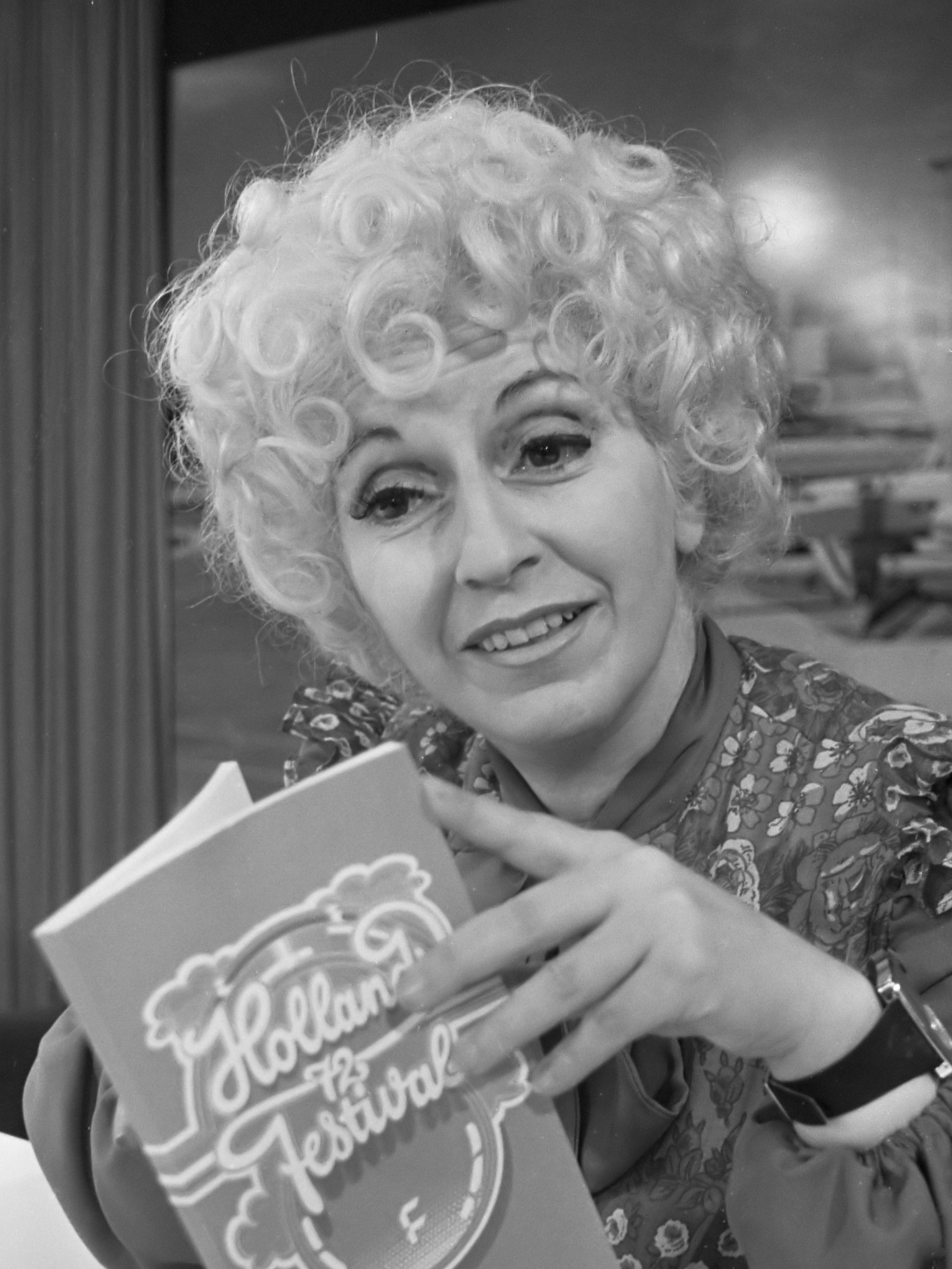
Cathy Berberian (1972)

Catherine Anahid Berberian (* 4. Juli 1925 in Attleboro, Massachusetts; † 6. März 1983 in Rom) war eine US-amerikanische Sängerin (Mezzosopran) und avantgardistische Komponistin. Sie gilt als eine der vielseitigsten Sängerinnen der Geschichte.

## Leben
Berberian war die Tochter armenischer Einwanderer.
Sie studierte Tanz (indische Tänze und Flamenco), Schauspiel, Pantomime, Literatur und Kostümbildnerei an der Columbia University und an der New York University. Von 1949 an studierte sie dank eines Fulbright-Stipendiums Gesang in Paris bei Marya Freund (1876–1966) und am Conservatorio Giuseppe Verdi in Mailand. Ihr Debüt als Konzertsängerin gab sie 1957. 1959 erregte sie erstmals öffentliches Aufsehen, als sie in Rom John Cages Aria for Mezzosoprano with Fontana Mix sang, die er für ihre Stimme geschrieben hatte.
Sie heiratete 1950 den Komponisten Luciano Berio, der viele Stücke für sie komponierte, darunter Circles, Sequenza III, Visage und Récital. Aus der Ehe, die 1964 endete, ging eine Tochter, die Jazz-Schlagzeugerin Cristina Berio (* 1. November 1953), hervor.

## Werk
Berberian war eine erstaunlich vielseitige Sängerin mit einem breiten Repertoire. Ihre Stimme umfasste drei Oktaven.
Sie sang vorwiegend zeitgenössische Stücke von Igor Strawinsky, Darius Milhaud, Hans Werner Henze, Luigi Nono, John Cage, Bruno Maderna, Henri Pousseur, Sylvano Bussotti und Luciano Berio. Sie interpretierte auch Werke von Heitor Villa-Lobos, Kurt Weill, Philipp zu Eulenburg und anderen. Mithilfe ihres schauspielerischen und komödiantischen Talents brachte sie dem Publikum die moderne Musik näher. Strawinsky schrieb die Elegy for Kennedy für ihre stimmlichen Möglichkeiten.
Neben ihrem Einsatz für Neue Musik wurden insbesondere ihre Interpretationen frühbarocker Musik u. a. von Claudio Monteverdi bekannt. Mit dem Dirigenten Nikolaus Harnoncourt, einem Pionier der historischen Aufführungspraxis, spielte sie zwei Monteverdi-Opern sowie einige Madrigale (u. a. das berühmte Lamento d'Arianna) für die Schallplatte ein.
Ihr Repertoire enthielt auch viele Werke außerhalb der E-Musik; so sang sie häufig armenische Volkslieder, tourte erfolgreich mit Salonliedern und spielte sogar eine Platte mit Beatles-Liedern ein.
Berberians eigene Kompositionen waren avantgardistische, witzige Versuche, die Musik neu zu definieren. So komponierte sie zum Beispiel für sich das Stück Stripsody (1966), das nur aus Zeichnungen und Sprechblasen von Comics besteht. 1971 folgte das Klavierstück Morsicat(h)y und 1972 Awake and Read Joyce.